# Allt-fawr
Allt-fawr és una muntanya de Eryri, al nord de Gal·les, que forma part de la serra del Moelwynion.
Es troba a la frontera interna del parc nacional d'Eryri i té vistes a la ciutat de Blaenau Ffestiniog, amb nombroses pedreres de pissarra, així com a Llyn Ystradau i a la central elèctrica de Ffestiniog a Tanygrisiau. Al vessant nord d'Allt-fawr hi ha la pedrera d'Oakeley, considerada per alguns com la mina subterrània de pissarra més gran del món. Al vessant sud hi ha la gran pedrera de Cwmorthin. Aquestes dues mines s'uneixen sota el cim de l'Allt-fawr i l'extensa cambra i els àussos són visibles a la superfície de la muntanya on s'han col·lapsat els treballs subterranis.
Entre el 1974 i el 1997, l'atracció turística Gloddfa Ganol va funcionar dins de la pedrera d'Oakeley al vessant sud de la muntanya.